# Rivière Quévillon
Rivière Quévillon är ett vattendrag i Kanada.   Det ligger i provinsen Québec, i den sydöstra delen av landet, 400 km norr om huvudstaden Ottawa.
I omgivningarna runt Rivière Quévillon växer i huvudsak blandskog. Trakten runt Rivière Quévillon är nära nog obefolkad, med mindre än två invånare per kvadratkilometer.